# Cyllometra
Cyllometra is een geslacht van haarsterren uit de familie Colobometridae.

## Soorten
- Cyllometra gracilis A.H. Clark, 1912
- Cyllometra manca (Carpenter, 1888)
- Cyllometra prashadi A.H. Clark, 1932